# James W. Castle
James W. Castle (novembre 1854 – ...) è stato un regista e sceneggiatore statunitense.

## Biografia
Lavorò nel cinema negli anni dieci del Novecento, prima come regista alla Vitagraph Company of America, talvolta in coppia con il regista/attore Ned Finley; poi, nel 1915, alla Edison Company dove diresse, tra gli altri, Gladys Hulette, Herbert Prior e Augustus Phillips.

## Filmografia

### Regista
- A Homespun Tragedy, co-regia di Ned Finley (1913)
- Mrs. Upton's Device (1913)
- The Cure, co-regia di Ned Finley (1913)
- A Christmas Story (1913)
- Joey and His Trombone (1915)
- The Test (1915)
- A Chip of the Old Block (1915)
- Her Vocation (1915)
- The Secret of the Cellar (1915)

### Sceneggiatore
- A Chip of the Old Block, regia di James W. Castle (1915)